# Serôdia
Serôdia é um álbum de estúdio da Comunidade Evangélica Internacional da Zona Sul, lançado em maio de 2017 pela gravadora MK Music.

## Produção
Gravado em janeiro de 2017 no estúdio da banda e o primeiro trabalho inédito do grupo desde A Casa (2011), contou com produção musical e arranjos do tecladista Ruben di Souza. O disco ainda contou com a participação da cantora Bruna Karla nos vocais, além da participação de integrantes como Julia Peixoto, Edson Feitosa e Aline Barros.
Sobre a produção, Edson Feitosa disse:

Nós preparamos o estúdio da igreja para gravarmos o novo álbum. Foi muito bom! Estávamos seis anos sem gravar, mas não parados! Continuamos produzindo canções para várias atividade da igreja, como musicais, que não entraram no CD apenas por não fazer parte deste momento conceitualmente.
A mixagem ocorreu no Blackbird Studio, em Nashville.

## Lançamento e recepção
| Críticas profissionais | Críticas profissionais |
| Avaliações da crítica  | Avaliações da crítica  |
| Fonte                  | Avaliação              |
| ---------------------- | ---------------------- |
| Super Gospel           | [ 3 ]                  |

Serôdia foi lançado em maio de 2017 pela gravadora brasileira MK Music. O single escolhido para o projeto foi a canção "O Senhor É Bom", liberada nas plataformas digitais dez dias antes do álbum. Em março de 2018, a banda lançou o clipe de "Não Nego Minha Fé", gravado ao vivo durante a Conferência Potência, realizada no Anfiteatro do Riocentro, no Rio de Janeiro.
Em crítica para o Super Gospel, Tiago Abreu atribuiu uma cotação de 2,5 estrelas de 5 para o álbum, e argumentou que o álbum tem uma proximidade estética com os trabalhos de Aline Barros produzidos por Ruben di Souza. Por isso, "sem grandes espaços para sua própria história, a Comunidade da Zona Sul, com Serôdia, chama mais a atenção por canções específicas do que por seus arranjos e gravação".

## Faixas
1. "O Senhor É Bom"
2. "Vivemos por Algo Maior"
3. "Nada Vai nos Separar"
4. "Grandioso"
5. "Não Nego Minha Fé"
6. "Do Nascimento do Sol"
7. "Incendiaremos"
8. "Aleluia"
9. "Santo, Justo"
10. "Vem, Senhor"
11. "Vamos com Tudo"